# 洛伊查赫
洛伊查赫是奥地利施蒂利亚州莱布尼茨县的一个市镇。总面积1.1平方公里，总人口650人，人口密度590.9人/平方公里（2005年）。